# Горбатовка
Горба́товка — посёлок городского типа в Нижегородской области России. Входит в состав городского округа Город Дзержинск.
Население — 3173 чел. (2023).
Расположен в 20 км к востоку от Дзержинска, в 23 км к западу от центра Нижнего Новгорода.

## История
Горбатовка возникла в XVI—XVII веках как деревня монастырских крестьян нижегородского Благовещенского монастыря, который владел окрестными территориями, относившимися к Стрелицкому стану Нижегородского уезда. Название селения связано с ручьём Горбатый Крутец, притоком речки Вьюница. В 1779 году Горбатовка вместе с другими соседними селениями перешла из Нижегородского в состав Балахнинского уезда.
Рост деревни в середине XIX века был связан с возникновением сухопутного Московско-Нижегородского тракта, поворачивающего от Орловского постоялого двора к Горбатовке и шедшего далее к губернскому центру на ярмарку. С 1860 году в связи с прокладкой Московско-Нижегородской железной дороги, к северу от деревни возникает ж/д станция IV класса Горбатовская. Одним из акционеров строительства железной дороги был владелец Орехово-Зуевской мануфактурной фабрики М. Е. Балашов, владевший усадьбой севернее железной дороги. Именно по желанию Балашова рядом с его усадьбой была открыта железнодорожная станция. О бывшей усадьбе напоминают остатки липовой аллеи и обмельчавшее озеро.
По сведениям 1859 года, Горбатовка состояла из 109 дворов крепостных крестьян (650 человек), принадлежавших 7 разным владельцам. После отмены крепостного права деревня вошла в состав Гнилицкой волости Балахнинского уезда, а бывшие крепостные крестьяне деревни были организованы в 6 сельских обществ. К 1911 году в деревне числилось 124 крестьянских двора и около 750 жителей. В 1916 году население деревни насчитывало 1001 человека.
После Октябрьской революции в деревне Горбатовка возник сельский совет. В марте 1922 года Горбатовка вместе со всей волостью вошла в состав новообразованного Сормовского уезда. В июне 1924 года Гнилицкая волость вошла в состав Растяпинского рабочего района, а в августе того же года волость была упразднена, а её сельсоветы перешли в прямое подчинение районных властей. Тогда же Горбатовскому сельсовету были подчинены соседняя деревня Ивановка (сельсовет в ней был ликвидирован) и посёлок станции Доскино, ранее входивший в Петряевский сельсовет.
В 1929 году Растяпинский рабочий район Нижегородской губернии был преобразован в Дзержинский район Нижегородского округа Нижегородского края. В 1934 году Дзержинский район был упразднён: посёлок станции Доскино вошёл в состав Автозаводского района города Горького, а сельсовет в составе посёлка Горбатовка и деревни Ивановка перешёл в подчинение Дзержинского горсовета. В августе 1942 года посёлок Горбатовка и деревня Ивановка были объединены в рабочий посёлок Горбатовка, а сельсовет преобразован в поселковый совет.
В 1973—1985 годы пгт Горбатовка входил в состав временно восстановленного Дзержинского района.

## Население
| 1959  | 1970  | 1979  | 1989  | 2002  | 2009  | 2010  | 2012  | 2013  |
| ----- | ----- | ----- | ----- | ----- | ----- | ----- | ----- | ----- |
| 4242  | ↗4621 | ↘4095 | ↗4452 | ↘3321 | ↘2937 | ↗3378 | ↗3386 | ↗3418 |
| 2014  | 2015  | 2016  | 2017  | 2018  | 2019  | 2020  | 2021  | 2023  |
| ↗3437 | ↗3494 | ↗3534 | ↘3528 | ↘3476 | ↘3441 | ↘3432 | ↘3211 | ↘3173 |

## Экономика
С 1974 на территории посёлка развёрнуто структурное подразделение ООО «Газпром трансгаз Нижний Новгород» ПМК-5, впоследствии преобразованное в ООО «Волготрансгазстроймонтаж». С 2007 года запущен в эксплуатацию новый мобильный асфальтобетонный завод Lintec CSD 2500/5/50. Население занято, в основном, на предприятиях Нижнего Новгорода и Дзержинска.
В посёлке находится отделение Почты России, индекс 606042.

## Транспорт
Пассажирское сообщение осуществляется пригородными маршрутными такси № 202, № 307, № 315. Остановочный пункт Горьковской железной дороги Доскино.

## Экология
Экология посёлка находится в плохом состоянии в связи с близостью химических предприятий Дзержинска, а также крупнейшего в Европе полигона бытовых отходов «Игумново».

## Образование
В посёлке действует средняя общеобразовательная школа № 16.